# Coppa Agostoni 1953
La Coppa Agostoni 1953, ottava edizione della corsa, si svolse il 21 ottobre 1953 su un percorso di 198 km. La vittoria fu appannaggio dell'italiano Andrea Barro, che completò il percorso in 5h00'00", precedendo i connazionali Pierino Baffi e Tranquillo Scudellaro.

## Ordine d'arrivo (Top 5)
| Pos. | Corridore             | Squadra          | Tempo    |
| ---- | --------------------- | ---------------- | -------- |
| 1    | Andrea Barro          | Torpado-Ursus    | 5h00'00" |
| 2    | Pierino Baffi         | -                | s.t.     |
| 3    | Tranquillo Scudellaro | Legnano-Pirelli  | s.t.     |
| 4    | Albino Crespi         | Benotto-Levriere | s.t.     |
| 5    | Gabriele Scappini     | -                | s.t.     |